# Lista odcinków serialu Był sobie chłopiec
Poniżej znajduje się lista odcinków serialu telewizyjnego Był sobie chłopiec – emitowanego przez amerykańską stację telewizyjną  NBC od 23 lutego 2014 roku do 17 lutego 2015 roku. Powstały łącznie 2 sezony, składające się z 27 odcinków. W Polsce serial jest emitowany od 26 czerwca 2014 roku na antenie Canal+.
| Sezon | Sezon | Odcinki | Oryginalna emisja    | Oryginalna emisja | Oryginalna emisja | Oryginalna emisja | Oryginalna emisja |
| Sezon | Sezon | Odcinki | Premiera sezonu      | Finał sezonu      | Premiera sezonu   | Finał sezonu      |                   |
| ----- | ----- | ------- | -------------------- | ----------------- | ----------------- | ----------------- | ----------------- |
|       | 1     | 13      | 23 lutego 2014       | 13 maja 2014      | 26 czerwca 2014   | 18 września 2014  |                   |
|       | 2     | 14      | 14 października 2014 | 17 lutego 2015    | 4 sierpnia 2015   | 15 września 2015  |                   |

## Sezon 1 (2014)
| Nr | #  | Tytuł                  | Reżyseria         | Scenariusz                | Premiera NBC     | Premiera Canal+  |
| -- | -- | ---------------------- | ----------------- | ------------------------- | ---------------- | ---------------- |
| 1  | 1  | Pilot                  | Jon Favreau       | Jason Katims              | 22 lutego 2014   | 26 czerwca 2014  |
| 2  | 2  | About Total Exuberance | Todd Holland      | Jason Katims              | 4 marca 2014     | 3 lipca 2014     |
| 3  | 3  | About a Godfather      | Michael Weaver    | David M. Israel           | 11 marca 2014    | 10 lipca 2014    |
| 4  | 4  | About a Girl           | Ken Whittingham   | Mark Kunerth              | 18 marca 2014    | 17 lipca 2014    |
| 5  | 5  | About a Plumber        | Michael Weaver    | Sarah Watson              | 25 marca 2014    | 24 lipca 2014    |
| 6  | 6  | About a Bubble         | Adam Davidson     | Cara DiPaolo              | 1 kwietnia 2014  | 31 lipca 2014    |
| 7  | 7  | About a Poker Night    | Adam Davidson     | Colleen McGuinness        | 8 kwietnia 2014  | 7 sierpnia 2014  |
| 8  | 8  | About a Slopmaster     | Jeff Melman       | Carrie Kemper             | 15 kwietnia 2014 | 14 sierpnia 2014 |
| 9  | 9  | About a Kiss           | Eric Appel        | Matt Wolpert & Ben Nedivi | 22 kwietnia 2014 | 21 sierpnia 2014 |
| 10 | 10 | About a Boy's Dad      | Wendey Stanzler   | Sarah Watson              | 29 kwietnia 2014 | 28 sierpnia 2014 |
| 11 | 11 | About a Birthday Party | Michael Weaver    | David M. Israel           | 6 maja 2014      | 4 września 2014  |
| 12 | 12 | About a Hammer         | Dylan K. Massin   | Mark Kunerth              | 13 maja 2014     | 11 września 2014 |
| 13 | 13 | About a Rib Chute      | Lawrence Trilling | Jason Katims              | 13 maja 2014     | 18 września 2014 |

## Sezon 2 (2014-2015)
9 maja 2014 roku, stacja NBC oficjalnie zamówiła drugi sezon serialu About a Boy
| Nr | #  | Tytuł                      | Reżyseria                | Scenariusz                      | Premiera NBC         | Premiera Canal+ Seriale |
| -- | -- | -------------------------- | ------------------------ | ------------------------------- | -------------------- | ----------------------- |
| 14 | 1  | About a Vasectomy          | Jon Favreau              | Jason Katims                    | 14 października 2014 | 4 sierpnia 2015         |
| 15 | 2  | About a House for Sale     | Michael Weaver           | David M. Israel                 | 21 października 2014 | 4 sierpnia 2015         |
| 16 | 3  | About a Will-O-Ween        | Adam Davidson            | Mark Kunerth                    | 28 października 2014 | 11 sierpnia 2015        |
| 17 | 4  | About a Bad Girl           | Michael Weaver           | Julia Brownell                  | 4 listopada 2014     | 11 sierpnia 2015        |
| 18 | 5  | About an Angry Ex          | Dylan K. Massin          | Annie Weisman                   | 18 listopada 2014    | 18 sierpnia 2015        |
| 19 | 6  | About a Balcony            | Patrick Norris           | Isaac Aptaker, Elizabeth Berger | 25 listopada 2014    | 18 sierpnia 2015        |
| 20 | 7  | About a Duck               | Michael Weaver           | Hannah Friedman                 | 2 grudnia 2014       | 25 sierpnia 2015        |
| 20 | 8  | About a Christmas Carol    | Dax Shepard              | Jason Katims                    | 9 grudnia 2014       | 25 sierpnia 2015        |
| 22 | 9  | About a Manniversary       | Jay Karas                | Julia Brownell                  | 6 stycznia 2015      | 1 września 2015         |
| 23 | 10 | About a Boy Becoming a Man | Bethany Rooney           | Annie Weisman                   | 13 stycznia 2015     | 1 września 2015         |
| 24 | 11 | About a Hook               | Linda Mendoza            | David Israel                    | 27 stycznia 2015     | 8 września 2015         |
| 25 | 12 | About a Prostitute         | Daisy von Scherler Mayer | Mark J. Kunerth                 | 3 lutego 2015        | 8 września 2015         |
| 26 | 13 | About a Cat Party          | Dylan K. Massin          | Julia Brownell                  | 10 lutego 2015       | 15 września 2015        |
| 27 | 14 | About a Boyfriend          | Ken Whittingham          | Isaac Aptaker, Elizabeth Berger | 17 lutego 2015       | 15 września 2015        |